# Eurytemora kurenkovi
Eurytemora kurenkovi is een eenoogkreeftjessoort uit de familie van de Temoridae. De wetenschappelijke naam van de soort is voor het eerst geldig gepubliceerd in 1961 door Borutsky.